# Lac aux Araignées
Le lac des Araignées est un lac du Québec (Canada) situé dans la municipalité de Frontenac, dans la municipalité régionale de comté (MRC) Le Granit.

## Géographie
Sa superficie est de 8,72 km², son périmètre est de 23,2 km. Son altitude est de 406 mètres, sa longueur est de 5,5 km et sa largeur est de 3,9 km. Son bassin versant est de 150 km². Une partie de la Zec Louise-Gosford est située près du lac. Ses principaux affluents sont : la rivière aux Araignées, la rivière des Indiens et le ruisseau Meads qui sont alimentée par de nombreux petits affluents dont les sources viennent du flanc des montagnes, Moose Hill (888 mètres), le mont Merrill (997 mètres), le Mont Caribou (1110 mètres), le mont Pisgah (1023 mètres), et le Mont Louise (755 mètres). Ces montagnes entourent une vallée qui constitue son bassin versant. La décharge du lac passe par le lac des Joncs (Mégantic), un étang adjacent à une zone du marécage au sud du lac Mégantic. Dans la partie sud du lac se trouve l'île McMinn, entre la pointe Brooks et l'anse Bishop.

## Toponymie
Ce lac porte ce nom à cause de sa forme ; ses nombreuses baies lui donnent en effet la forme d'une araignée. Outre la "Pointe Thomas", le littoral sud du lac comporte une forme régulière, tandis que le littoral nord est indenté par quatre baies, soient la baie Clarke, la baie Boyle, la baie de la rivière des Indiens et une dernière située plus à l'est. Ces baies de la rive nord sont séparés par trois avancées de terre.
Le terme "araignées" a été aussi associé à la rivière et à l'une de ses îles.
En 1775, lors de l'invasion du Canada par les militaires américains, les troupes armées du général Benedict Arnold ont peiné dans leur traversée de cette zone à cause des abords marécageux et ses berges difficilement carrosables. Les documents de cette époque qualifient le lac de "nepis", soit un terme inspiré de nebes, nebesek, signifiant étang, lac ou marécage.
Sur leur carte géographique de 1795, Gale et Duberger inscrivent la désignation «Mecanicamack L.». En 1815, le cartographe Joseph Bouchette modifie la graphie de l'appellation initiale sous la forme de Macanamack. Ce toponyme renferme les éléments de la langue des Abénaquis qui s'apparente au sens de "lac marécageux". Dans la première moitié du XIXe siècle, dans le processus de l'arpentage des cantons, la forme particulière de cette nappe d'eau inspire le nom de "Spider Lake".

## Megantic Fish and Game Corporation

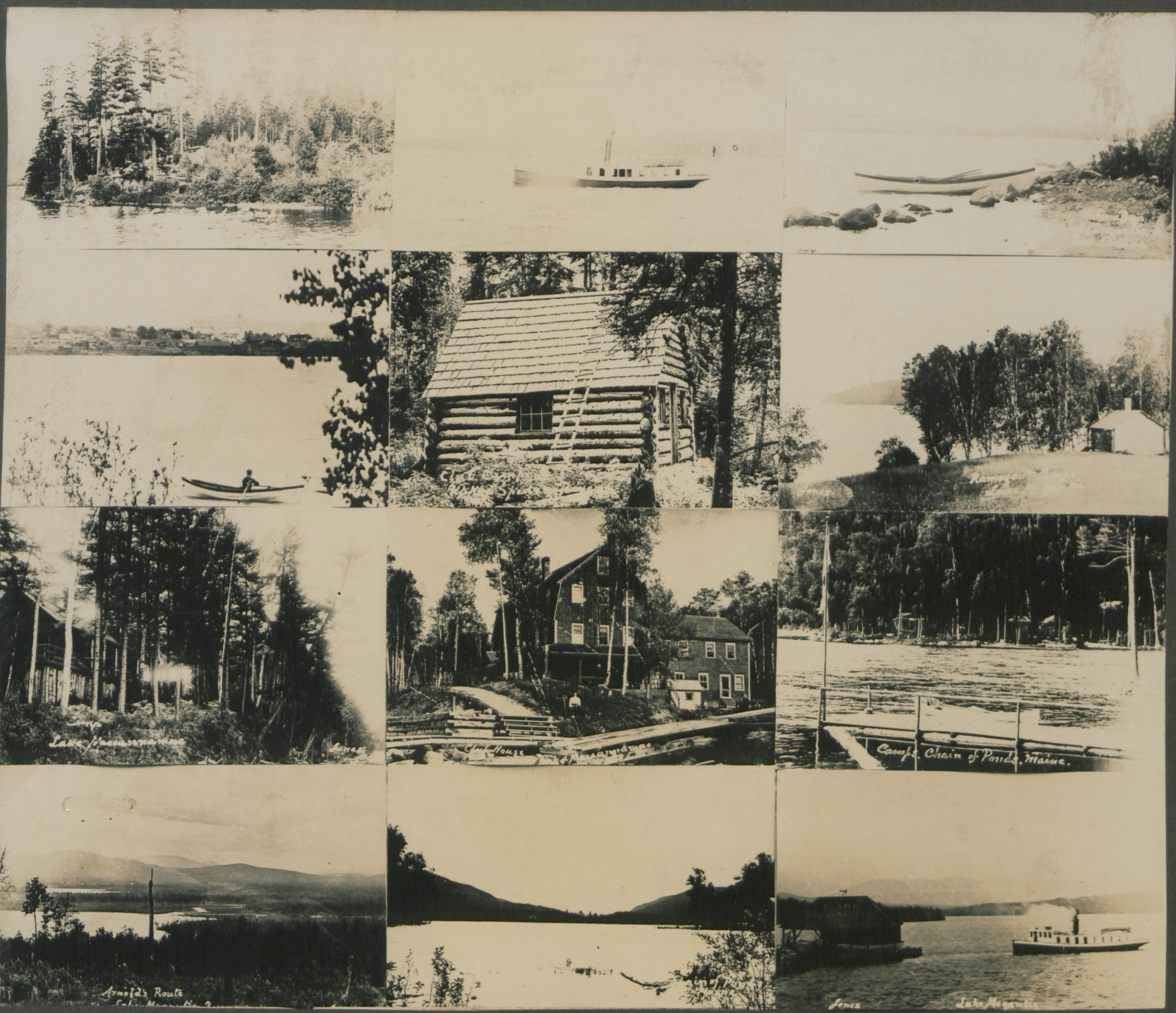
Plusieurs photos sur le lac en 1913.

En 1887, le Megantic Fish and Game Corporation fut fondé et un vaste territoire incluant le Lac Mégantic fut inclus dans le club de chasse et pêche ; le vaste territoire comprenait aussi une partie du Maine. Le hameau de Trois-Lacs comprenait une petite route qui permet de prendre le bateau à vapeur Lena qui faisait le transport sur le Lac Mégantic ; un autre petit bateau à vapeur, sur le lac aux Araignées, transportait les voyageurs jusqu'à l'hôtel Macannamac, un imposant édifice de 3 étages, ou un grand hall incluait un imposant foyer ou brulait un feu de bois, avec des guides qui étaient disponibles pour la chasse et la pêche . Des chalets étaient aussi disponibles pour la location pour les 250 membres du club. En 1914, le lac est répertorié sous l'appellation de Spider dans le "Dictionnaire des rivières et lacs de la province de Québec".
L'usage français de la forme traduite "Lac aux Araignées" s'implante, semble-t-il, dans les années 1920 et devient officielle par la suite. La carte du District électoral de Beauce (1924) indique «L. Araignée», traduction plus voisine de la forme anglaise du toponyme.
Le toponyme lac aux Araignées a été officialisé le 5 décembre 1968 à la Commission de toponymie du Québec.

## Faune
Variétés de poissons : achigan à petite bouche, perche, la truite arc-en-ciel et la truite mouchetée.

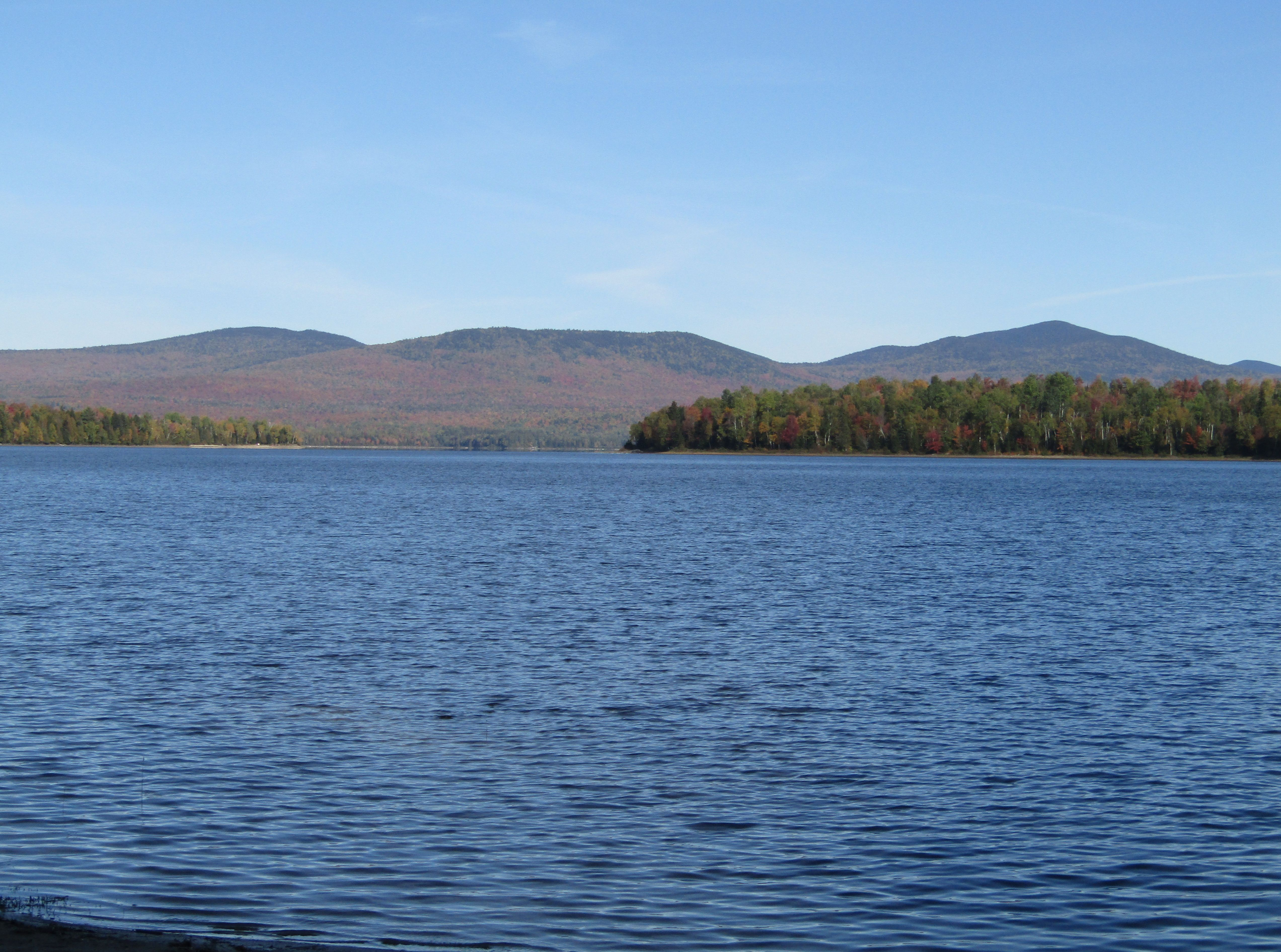
Lac Aux Araignées, point d'accès public route 161. Le mont Flat Top (830 mètres) au centre[6], et Merrill (997 mètres) à droite.
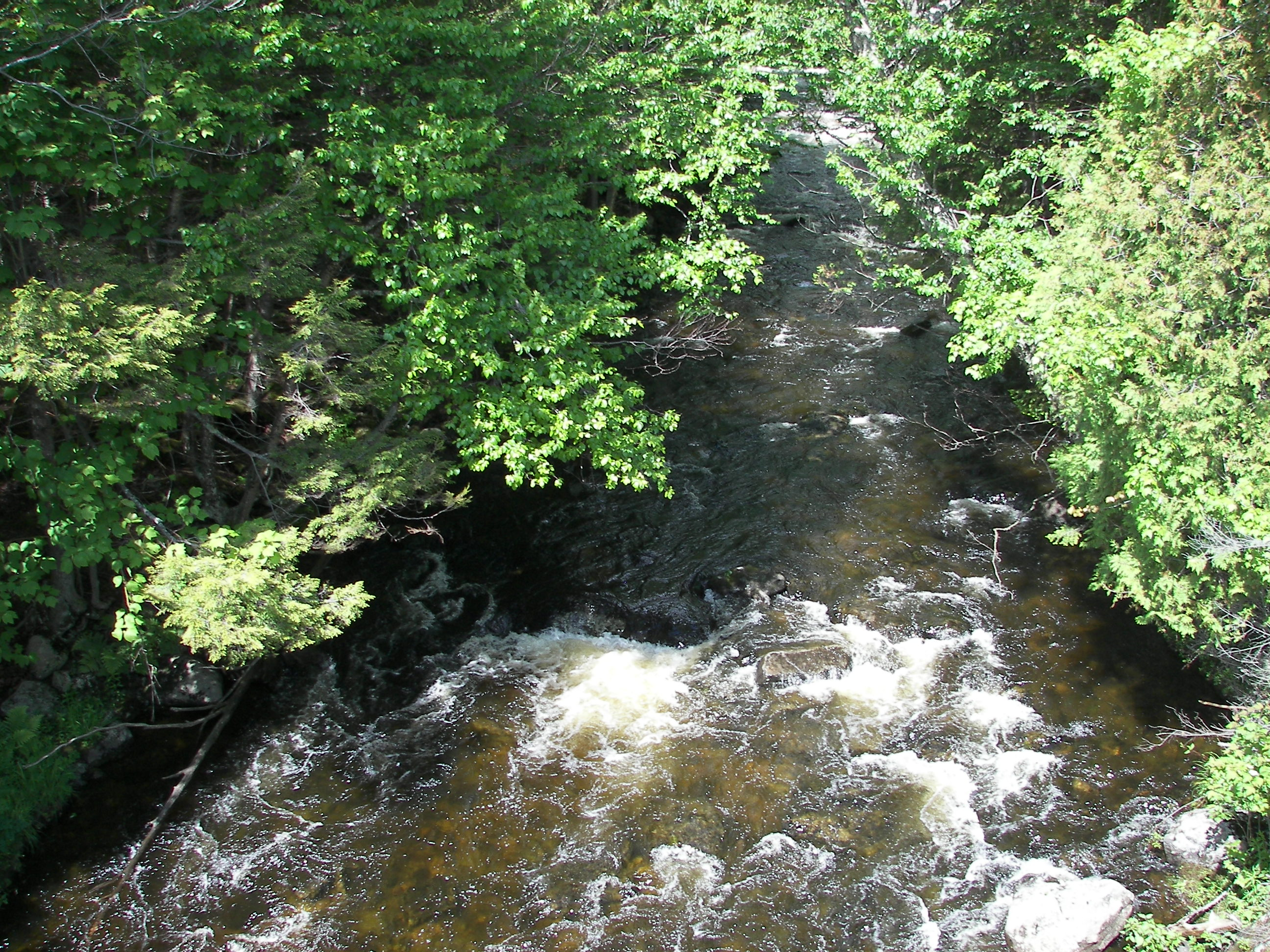
Décharge du lac aux Araignées, entre le lac et le pont route 161.
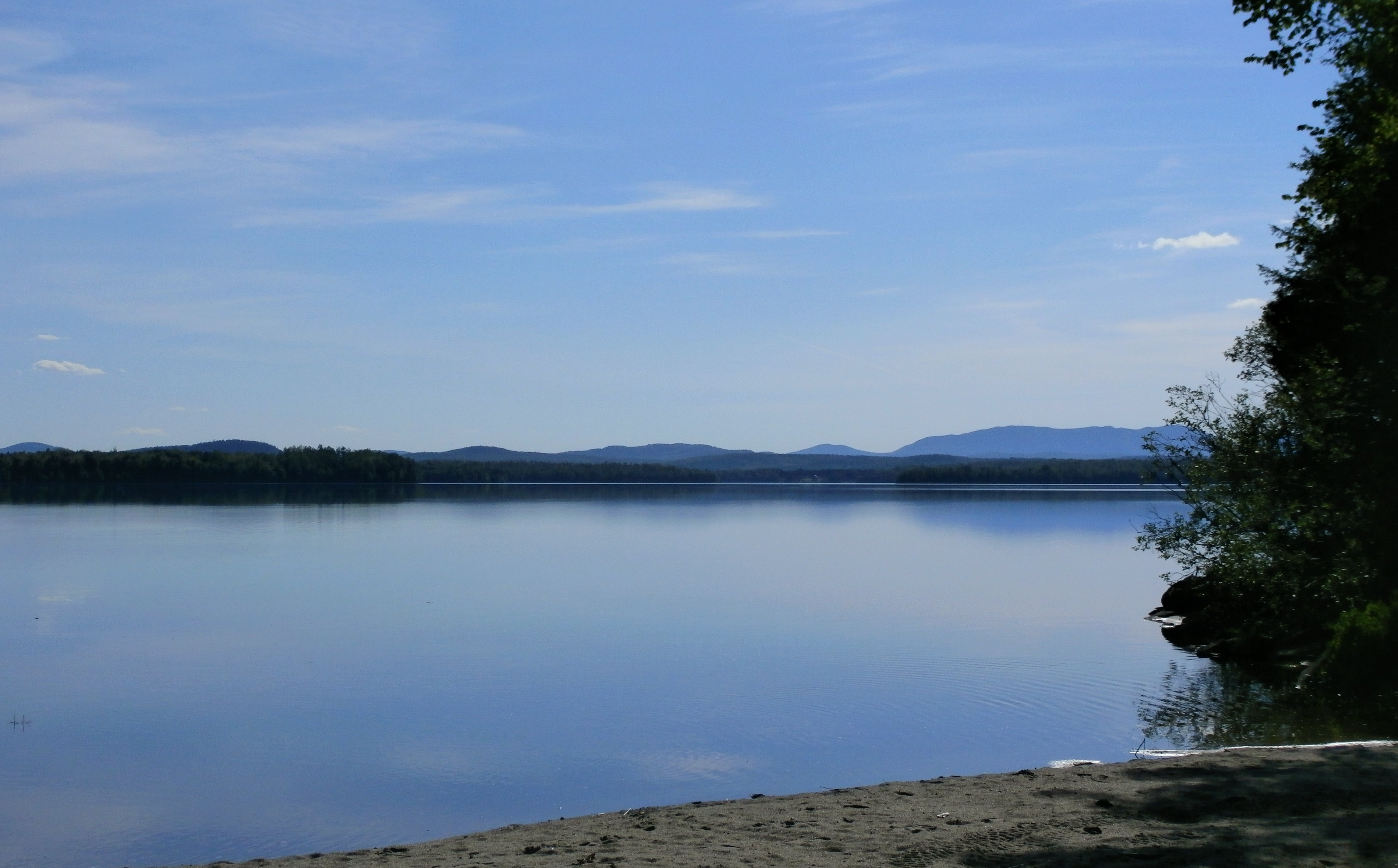
Lac aux Araignées rang 4 à Frontenac.
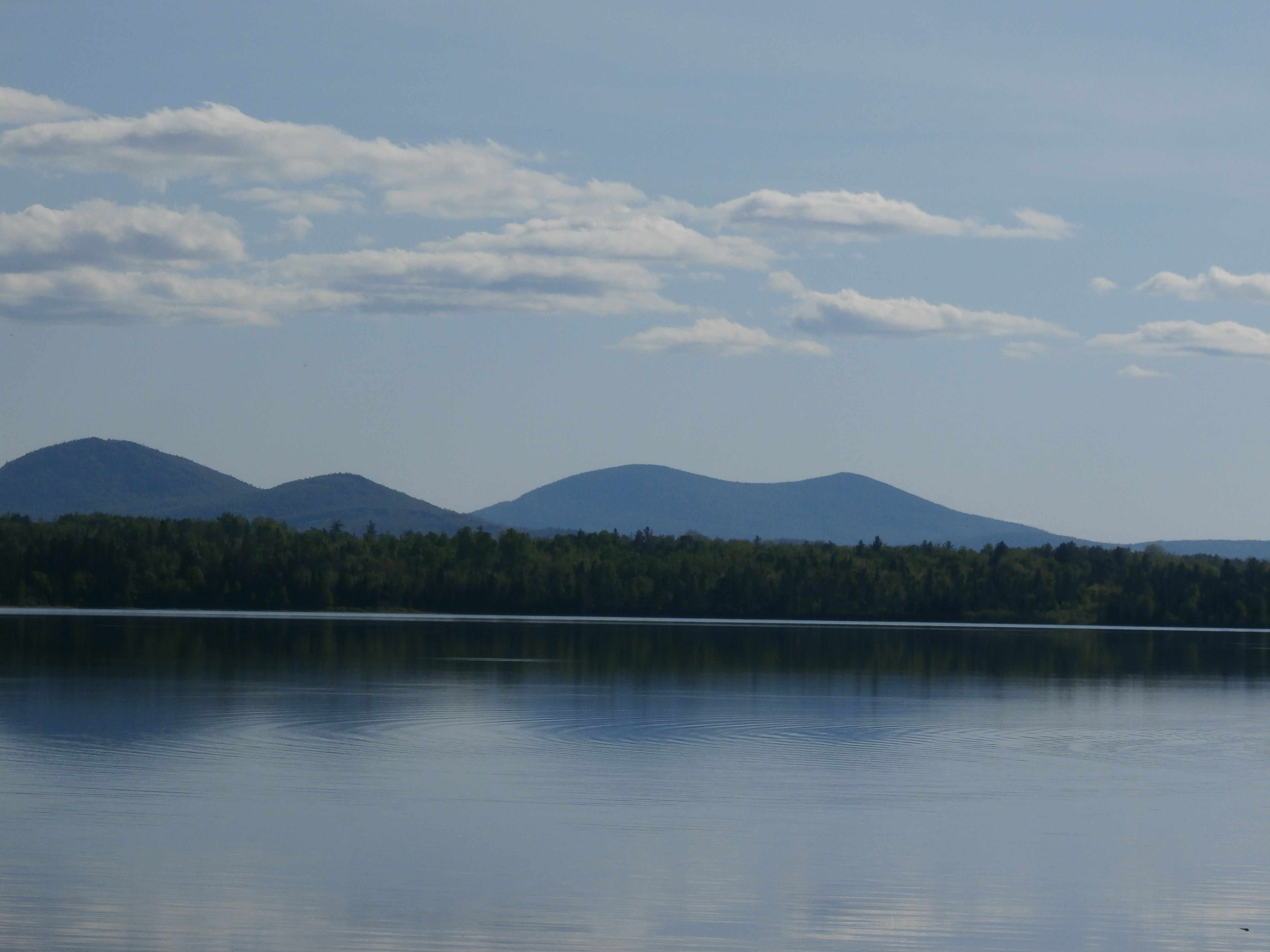
Lac aux Araignées rang 4.